# Podhradní Lhota
Podhradní Lhota (en allemand : Podhradni Lhotta, de 1939 à 1945 : Burgsdorf) est une commune du district de Kroměříž, dans la région de Zlín, en Tchéquie. Sa population s'élevait à 456 habitants en 2025.

## Géographie
Podhradní Lhota se trouve à 33 km au nord-est de Kroměříž, à 24 km au nord-est de Zlín, à 90 km à l'est-nord-est de Brno et à 253 km au sud-est de Prague.
La commune est limitée par Komárno au nord, par Kunovice à l'est, par Rajnochovice au sud, et par Osíčko à l'ouest.

## Histoire
La première mention écrite de la localité date de 1272.

## Transports
Par la route, Podhradní Lhota se trouve à 13 km de Bystřice pod Hostýnem, à 42 km de Kroměříž, à 41 km de Zlín, à 104 km de Brno et à 310 km de Prague.